# بيل ميلتشيوني
بيل ميلتشيوني (بالإنجليزية: Bill Melchionni)‏ مواليد 19 أكتوبر 1944 في فيلادلفيا، هو لاعب كرة سلة أمريكي سابق بدأ مسيرته الاحترافية في سنة 1966. يبلغ طوله 6 قدم 1 بوصة (1.9 م). اعتزل اللعب في 1976.

## فرق لعب لها
- فيلادلفيا سفنتي سيكسرز
- بروكلين نتس

## روابط خارجية
- بيل ميلتشيوني على موقع إن بي أي (الإنجليزية)
- بيل ميلتشيوني على موقع سبورتس رفرنس (الإنجليزية)
- بيل ميلتشيوني على موقع كلية كرة السلة في سبورتس رفرنس.كوم (الإنجليزية)
- بيل ميلتشيوني على موقع ريلجم (الإنجليزية)
- بيل ميلتشيوني على موقع بروبوليرز (الإنجليزية)
- بيل ميلتشيوني على موقع سبورتس رفرنس (الإنجليزية)